# Oben in Michigan
Oben in Michigan (Originaltitel: Up in Michigan) ist eine frühe Kurzgeschichte des US-amerikanischen Schriftstellers Ernest Hemingway, die 1921/22 in Paris entstand und im Sommer 1923 in der von Robert McAlmon herausgegebenen Sammlung Three Stories and Ten Poems veröffentlicht wurde. Sie handelt von dem jungen Mädchen Liz Coates und ihrer Desillusionierung in Sachen Liebe.

## Inhalt
Die Geschichte spielt im Norden der USA im Bundesstaat Michigan in der kleinen Stadt Hortons Bay. Liz Coates arbeitet in der Küche bei einem kleinen Imbiss und schwärmt für den aus Kanada eingereisten Jim Gilmore, der kürzlich im Ort eine Schmiede gekauft hat. Sie verliebt sich in sein Aussehen und in all die Sachen, die ihn laut ihr auszeichnen und sie wünscht sich, dass er sie anspricht. Eines Abends gehen Gilmore und Liz’ Arbeitgeber DJ Smith jagen und als sie abends wiederkehren, trinken sie gemeinsam, um ihren Jagderfolg zu feiern.
Als Liz und Gilmore alleine sind, fällt dieser über sie her, indem er sie begrabscht und offen sein Interesse an der jungen Frau bekannt macht. Sie machen gemeinsam einen Spaziergang und an einem Angelplatz kommt es schließlich zum Geschlechtsakt. Ob es sich dabei um eine Vergewaltigung handelt, wird in der Literaturwelt seit der Erstveröffentlichung der Geschichte gerne und oft diskutiert, denn trotz ihrer anfänglichen Schwärmereien für Gilmore, versucht sie ihn aufzuhalten und meint zu ihm, dass er das nicht dürfe, doch trotz ihrer Bitten macht Gilmore weiter.
Nachdem es passiert ist, schläft er ein und sie beginnt zu weinen, da sie nach Hause möchte. Letztendlich deckt sie ihn mit der Jacke zu und geht alleine nach Hause.

## Deutung
Für Liz brechen durch diesen Vorfall ihre romantischen Ideale von der Liebe zusammen, da ihr Schwarm nur sexuell an ihr interessiert war und dabei ihre persönlichen Wünsche nicht respektierte. Die Liebe präsentiert sich ihr somit als reiner Egoismus. Zeitgleich werden ihre kindlich-naiven Fantasien von Romantik durch den sexuellen Übergriff entzaubert und förmlich in den Dreck gezogen. Von Liebe kann ohnehin nicht die Rede sein, da sich Liz’ Schwärmereien für Gilmore nur auf sein Aussehen bezogen und damit nicht mit inneren Werten gekoppelt waren. Ihr Zusammentreffen mit Gilmore ist folgerichtig nicht nur für sie eine Erkenntnis, sondern zeitgleich auch ein Meilenstein in ihrer Entwicklung vom Mädchen zur Frau.

## Wirkungsgeschichte
Als Hemingway diese Kurzgeschichte 1922 in Paris Kollegen und Freunden vorstellte, wurde sie von Gertrude Stein innig gelobt, aber als nicht veröffentlichbar bezeichnet. Sie erschien anschließend in Three Stories and Ten Poems im Jahre 1923. Die Aufnahme in die 1925 erschienene Sammlung In Our Time scheiterte an den Einwänden des Verlegers Horace Liveright. Später wurde sie in vielen weiteren Anthologien des Autors veröffentlicht, beispielsweise 1939 in The First Forty-Nine Stories, und gehört heutzutage zu seinen bekannten Kurzgeschichten.